# Alexandre François Louis de Girardin

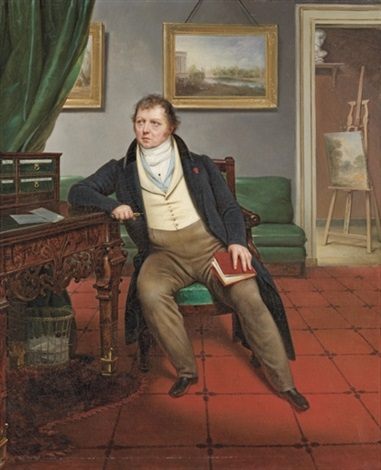

Alexandre François Louis de Girardin (* 16. August 1767 in Paris; † 5. September 1848 in Avranches, Département Manche) war ein französischer Politiker und Landschaftsmaler. Er war der zweitälteste Sohn von René Louis de Girardin und Cécile Brigitte Adélaïde Berthelot de Baye.

## Leben
Gemeinsam mit seinen Geschwistern wurde er nach den Lehren des vom Vater bewunderten Jean-Jacques Rousseau erzogen. Ab 1787 besuchte er gemeinsam mit seinem jüngeren Bruder Amable Ours Séraphin de Girardin (1769–c.1795) die königliche Militärschule. 1789 war er Capitaine der Dragoner. 1793 heiratete er in Ermenonville seine Cousine, Alexandrine Reine Philippon Berthelot de Baye. Aus dieser Ehe stammte ein Sohn, Alexandre Numance de Girardin (1794–1851).
Zur Zeit der Schreckensherrschaft der Jakobiner wurde er inhaftiert. Von 1804 bis 1815 war er Mitglied der gesetzgebenden Körperschaft, ebenso Mitglied der Ehrenlegion. Alexandre François Louis de Girardin war auch künstlerisch tätig, als Amateur widmete er sich der Landschaftsmalerei. Er dürfte Unterricht bei Jean Joseph Xavier Bidauld genommen haben. Girardins Bilder wurden in der Zeit von 1822 bis 1835 im Pariser Salon ausgestellt.

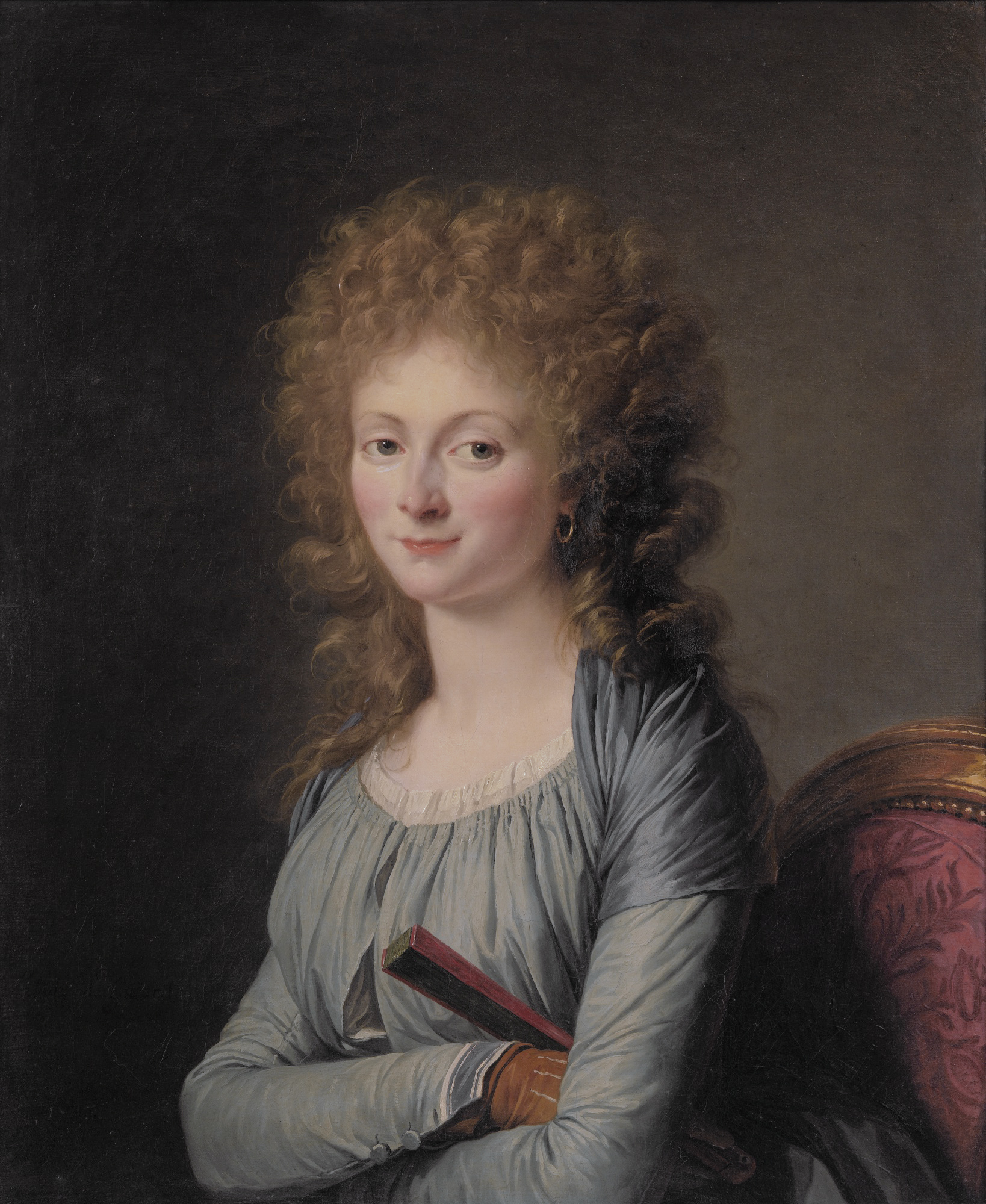
Jeanne-Victoire-Henriette de Montaud de Navailles, vicomtesse de Saint-Martin d’Arberonne, baronne d’Assat et de Mirepeix (Adélaïde Labille-Guiard, 1790)

Alexandre de Girardin heiratete ein weiteres Mal. Seine zweite Frau war die Witwe des Herzogs von Aiguillon, Jeanne Victoire Henriette de Navailles. Aus dieser Ehe stammten zwei Söhne und eine Tochter: Stanislas Victor Euryale (1805–1857), Joseph Julie Eleuthère und Anne Marie Télésie de Girardin.